# MG J-type
La MG type J est une voiture de sport produite par MG de 1932 à 1934. Cette 2 portes utilisa une version mise à jour du moteur à arbre à cames en tête, provenant des Morris Minor et Wolseley 10 de 1928 et déjà intégré dans la MG type M Midget de 1929 à 1932, entraînant les roues arrière par l'intermédiaire d'une boîte à quatre vitesses non-synchronisée.
Le châssis provenait de la D-Type. La suspension par ressorts semi-elliptiques et amortisseurs à frottement Hartford sur les quatre roues, supportait des essieux avant et arrière rigides. La voiture avait un empattement de 86 pouces (2184 mm) et une voie de 42 pouces (1067 mm). La plupart des voitures étaient ouvertes à deux places, mais une version coupé de la J1 a également été faite, et certains châssis ont été livrés à des carrossiers exterieurs à l'usine. Les voitures ouvertes se distinguent du  type-M par les portes échancrées.

## J1
La J1 est la voiture quatre-places de la gamme. Le moteur est le 847 cm² déjà vu dans le type C avec deux carburateurs SU délivrant 36 ch. La voiture ouverte coûte 220 livres et 225 pour le coupé "Airline".

## J2
La J2, une routière à deux places, était  la voiture la plus fréquente dans la gamme. Les premiers modèles avaient des ailes de cycles, qui sont remplacées en 1933 par des ailes longues et enveloppantes, qui deviennent typiques de toutes les MG sportives jusqu'à la TF de 1950. La vitesse de pointe d'une voiture standard est de 105 km/h,  mais un exemplaire spécialement préparé a été testé par le magazine Autocar et atteignit 82 miles/h (132 km/h). La voiture coûte 199 Livres.
Le plus grave des manquements techniques de la J2 est que son vilebrequin  ne repose que sur deux paliers, et qu'il peut donc se briser lorsque la rotation est trop élevée L'arbre à cames est entraîné par un arbre vertical à engrenages coniques, qui fait également l'induit de la dynamo. Toute fuite d'huile de la culasse se propageait donc dans la dynamo, présentant un risque d'incendie. Ce défaut était présent depuis la création du moteur sur la Wolseley 10.

Plutôt que des freins hydrauliques, la voiture a des câbles Bowden pour chaque tambour. Bien que ne nécessitant pas plus de force sur la pédale que tout autre système non-assisté de freins à tambours s'ils sont bien entretenus, les tambours eux-mêmes sont de petite taille, et même à l'époque il était commun de les remplacer avec de gros tambours de modèles plus récents.

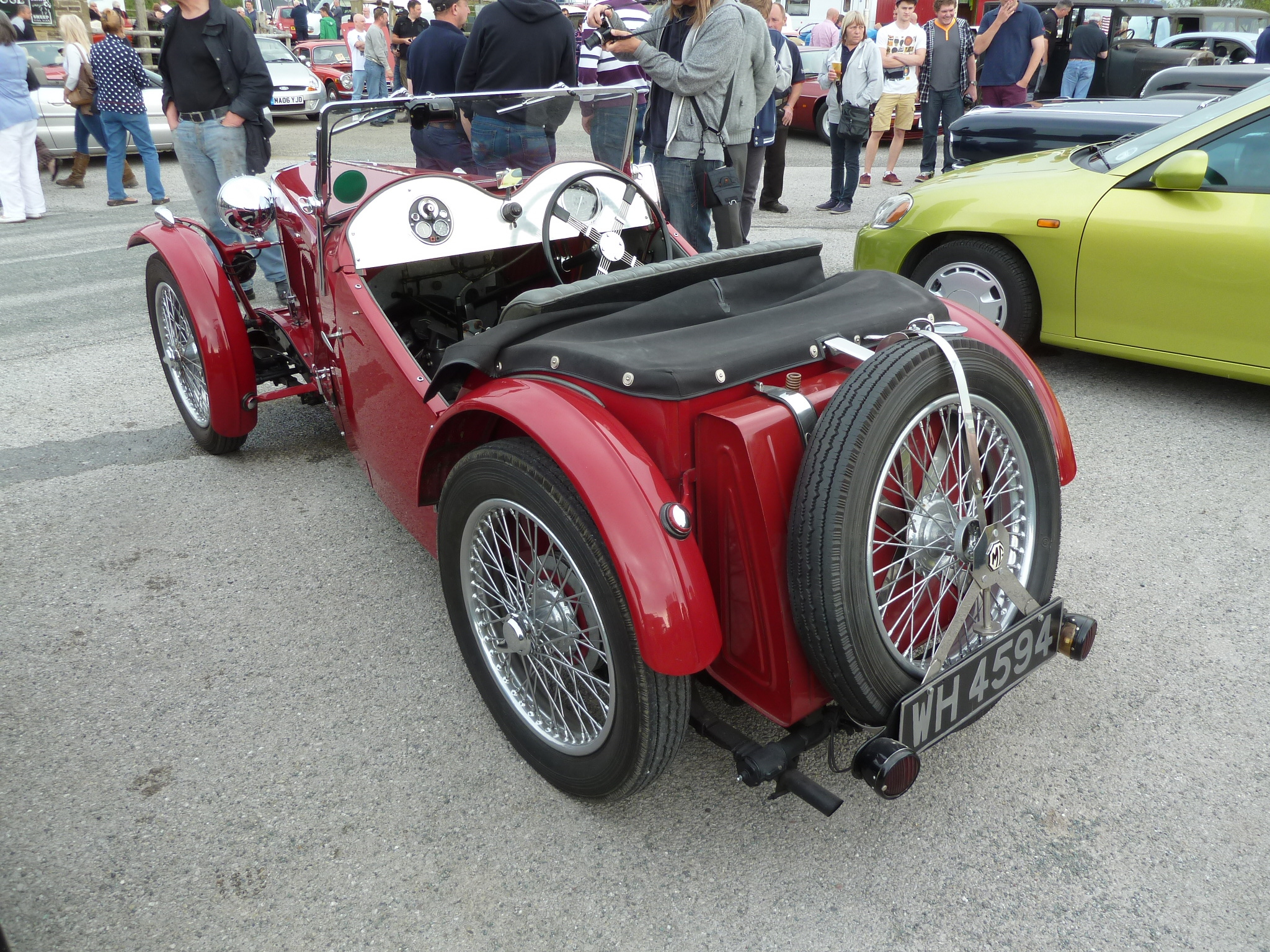

## J3
La J3 est une version de course à la cylindrée réduite à 746 cm³ par raccourcissement de la course de 83 à 73 mm doté d'un compresseur Powerplus (en). La plus petite cylindrée moteur permettait à la voiture de s'aligner en classe 750 cm³ dans des courses. De plus grands freins provenant de la L-type sont installés.

## J4
La J4 est une pure version de course avec une carrosserie légère et le moteur de la J3, mais utilisant  plus de suralimentation pour obtenir 72 ch.